# Redenzione limitata
Chiamata anche "redenzione particolare" o "redenzione definita", la redenzione limitata è una controversa dottrina della teologia cristiana, particolarmente associata al Calvinismo ed è uno dei suoi cinque punti che caratterizzano la sua soteriologia.
Già teorizzata da Gotescalco, essa afferma che l'opera redentrice di Cristo sia stata finalizzata alla salvezza solo di coloro ai quali Dio ha concesso la grazia della salvezza. L'efficacia salvifica dell'opera redentrice di Cristo, quindi, secondo questa dottrina, non sarebbe "universale" o "potenzialmente efficace" per chiunque voglia accoglierla, come altri affermano, ma specificatamente designata per rendere possibile e certa la salvezza degli eletti.

## Sommario della dottrina
La dottrina dell'estensione limitata della redenzione non può essere compresa se non si tiene conto dei presupposti che la rendono necessaria, fra i quali: (1) la natura del peccato; (2) la natura della redenzione e (3) il quadro generale calvinista della predestinazione. Il Calvinismo, infatti, è un sistema teologico unitario, una struttura di pensiero ben definita che organizza tutti i dati della rivelazione biblica in un insieme coerente.
In sintesi, il ragionamento è il seguente. Tutte le creature umane sono in condizione di peccato, quindi colpevoli di fronte a Dio e passibili della condanna prevista per la ribellione all'autorità di Dio e la trasgressione alle Sue leggi, cioè la morte e l'eterna separazione da Dio (l'inferno). La giustizia di Dio implica che questa condanna sia eseguita in modo certo e determinato. Dio, però, manifesta la Sua misericordia [Dio non solo è giusto, ma anche amorevole] concedendo la grazia, secondo il Suo insindacabile e sovrano giudizio, ad un determinato numero di creature umane (vedasi il concetto di predestinazione e di elezione incondizionata).
Per rendere possibile (rispettando i criteri della Sua giustizia) la salvezza di coloro a cui accorda la Sua grazia, Dio si fa Egli stesso carico, in Cristo, di espiare la condanna che essi meritano. Questa condanna viene dunque trasferita a Cristo ed essi ne sono liberati. [Il Calvinismo interpreta l'opera compiuta Cristo sulla croce, la redenzione, nei termini di "soddisfazione", una teoria (chiamata anche "teoria del castigo") sviluppata negli scritti da Anselmo di Canterbury e Tommaso d'Aquino].
Cristo può pagare per tutti loro perché Egli è, al tempo stesso, sia Dio (e quindi in grado di sopportarne il peso) che un essere umano (nessun altro che un essere umano potrebbe pagare per le colpe umane), per altro privo di peccato (innocente, privo di colpe). Cristo, quindi sulla croce, paga Egli stesso, sulla Sua Persona, il prezzo della salvezza di coloro ai quali Dio ha deciso di accordare grazia. Se salvasse "tutti", Dio non sarebbe giusto (equivarrebbe a disattendere ciò che la Sua giustizia esige) e pure dimostra il Suo amore accordando la grazia (immeritata) della salvezza a un numero scelto di persone che, incapaci da sé di meritarsi alcunché e andare umilmente a Lui (vedi depravazione totale), rigenera spiritualmente mettendole in grado di ravvedersi e di riporre la loro fede in Cristo accreditando loro ciò che Egli ha conseguito nella Sua morte espiatrice.
La redenzione com'è intesa dal Calvinismo è dunque considerata "definita" perché assicura con certezza la salvezza di coloro per i quali Cristo è morto, come pure considerata "limitata" perché opera la salvezza solo degli eletti. I Calvinisti, però, non intendono dire che limitata sia l'efficacia, la potenza, dell'opera di Cristo, perché non c'è peccato tanto grande che il sacrificio di Cristo non possa espiare!
Questa stessa dottrina è sostenuta dai battisti particolari che si rifanno al Calvinismo (si veda per esempio la posizione ancora oggi molto popolare di Charles Spurgeon e i Battisti generali che sostengono le posizioni dell'Arminianesimo. Vedi anche Battismo.
A livello pratico, questa dottrina non è messa tanto in evidenza nelle chiese di tendenza calvinista, se non quando è messa a confronto con altri schemi salvifici. Quando è insegnata, il suo obiettivo principale è quello della sicurezza dei credenti. Come pure la dottrina della predestinazione, anch'essa è destinata a rafforzare la fede del credente che può dire, con l'apostolo Paolo, "Cristo è morto per me" ("Sono stato crocifisso con Cristo: non sono più io che vivo, ma Cristo vive in me! La vita che vivo ora nella carne, la vivo nella fede nel Figlio di Dio il quale mi ha amato e ha dato sé stesso per me" Galati 2:20).
Di fatto, contrariamente a quanto ci si potrebbe aspettare, sulla base di questa dottrina, i calvinisti credono che essi possano liberamente e sinceramente offrire la salvezza in Cristo attraverso la predicazione generalizzata dell'Evangelo, dato che nessuno può sapere chi di fatto sia eletto e chi no. Essi si rallegrano quando qualcuno giunge sinceramente al ravvedimento ed alla fede in Cristo, riconoscendo in lui/lei uno degli eletti e considerando sé stessi come gli strumenti che Dio usa per portare a Cristo ed alla chiesa coloro che Dio ha predestinato.

### Alcuni testi biblici probanti
- Isaia 53:4-5 - "Tuttavia erano le nostre malattie che egli portava, erano i nostri dolori quelli di cui si era caricato; ma noi lo ritenevamo colpito, percosso da Dio e umiliato! Egli è stato trafitto a causa delle nostre trasgressioni, stroncato a causa delle nostre iniquità; il castigo, per cui abbiamo pace, è caduto su di lui e mediante le sue lividure noi siamo stati guariti". Chi siano questi "noi tutti" è chiaro dal vers. 11: "il mio servo renderà giusti molti, perché si caricherà delle loro iniquità". Anche il vers. 12 dice: "egli ha portato il peccato di molti". "Molti", non significa "tutti indistintamente".
- Marco 14:24 - "Poi Gesù disse: «Questo è il mio sangue, il sangue del patto, che è sparso per molti" ["Per molti" non vuole dire "per tutti"].
- Giovanni 10:11 - "Io sono il buon pastore; il buon pastore dà la sua vita per le pecore". [Cfr. Giovanni 10:26,27 "voi non credete, perché non siete delle mie pecore. Le mie pecore ascoltano la mia voce e io le conosco ed esse mi seguono"].
- Giovanni 15:13-14 - "Nessuno ha amore più grande di quello di dar la sua vita per i suoi amici. Voi siete miei amici, se fate le cose che io vi comando".
- Atti 20:28 - "Badate a voi stessi e a tutto il gregge, in mezzo al quale lo Spirito Santo vi ha costituiti vescovi, per pascere la chiesa di Dio, che egli ha acquistata con il proprio sangue".
- Efesini 5:25 - "Mariti, amate le vostre mogli, come anche Cristo ha amato la chiesa e ha dato sé stesso per lei".
- Tito 2:14 - "...il quale ha dato se stesso per noi, per riscattarci da ogni iniquità e purificare per sé un popolo speciale, zelante nelle buone opere". Chi sono questi "noi"? "Un popolo speciale", il popolo dei riscattati, non tutti.
- Ebrei 9:28 - "...così anche Cristo, dopo essere stato offerto una sola volta per prendere su di sé i peccati di molti, apparirà una seconda volta senza peccato a coloro che lo aspettano per la salvezza".
- 1 Pietro 2:24 - "Egli stesso Cristo portò i nostri peccati nel suo corpo sul legno della croce, affinché noi, morti al peccato, viviamo per la giustizia" (1Pi 2:24). Scritta agli "eletti" (1:2).

## Obiezioni alla dottrina
La redenzione limitata è da porre in contrasto con la concezione denominata talvolta "redenzione universale" o "redenzione illimitata", sostenuta da teologi arminiani, metodisti, luterani, giudei messianici, e cattolici romani (fra gli altri) che afferma come l'opera di Cristo renda la redenzione possibile a tutti, ma certa per nessuno. (Questa dottrina non deve essere confusa con l'universalismo). Sebbene luterani e cattolici romani condividano con i Calvinisti una dottrina simile sulla natura della redenzione, essi se ne distinguono per quanto riguarda la sua estensione, mentre arminiani e metodisti accettano generalmente una teoria alternativa della natura della redenzione come la teoria del governo morale.
In tali modelli, gli eletti sono quelli che scelgono di avvalersi dell'offerta di salvezza proposta loro dall'Evangelo, non un gruppo predeterminato di persone. È così che questi sistemi pongono un limite all'efficacia della redenzione e non alla sua estensione, come i calvinisti. Questa posizione è stata condannata dal sinodo riformato di Dordrecht nel 1619. Ciononostante, la dottrina dell'estensione universale della redenzione è diventata e rimane prevalente al di fuori dai circoli calvinisti. Persino dei cristiani calvinisti si identifican nel movimento amiraldista o "Calvinismo dei quattro punti" ed insegnano una redenzione illimitata. In particolare l'amiraldismo insegna che Dio ha provveduto la redenzione per tutti, ma visto che nessuno avrebbe creduto da solo, allora Egli elegge quelli che porterà alla fede in Cristo, preservando così la dottrina calvinista della elezione incondizionata.
Giovanni Calvino stesso non ha articolato chiaramente un'opinione su questa dottrina che, di solito è associata al suo nome. Molti però la considerano una conseguenza necessaria dell'elezione e della redenzione.
Alcuni affermano che la dottrina della redenzione particolare implichi che il sacrificio di Cristo sia insufficiene per espiare i peccati del mondo intero, ma i calvinisti respingono questa accusa, sostenendo, invece, che il valore della redenzione sia infinito, ma è applicato solo agli eletti.
Recentemente, i sostenitori dell'Arminianesimo hanno cominciato a vedere che i concetti come l'onnipotenza e l'onniscienza di Dio siano di fatto in conflitto con la redenzione illimitata. La nozione classica di onniscienza di Dio esige che Dio conosca specificatamente coloro che alla fine siano salvati, sia che la salvezza sia realizzata da Dio (come nel Calvinismo) o dalla volontà umana (Arminianesimo). In entrambi i casi, proprio perché Dio conosce l'esito finale, si potrebbe dire comunque che essi siano predestinati. Questo lascerebbe un gruppo di persone, conosciute a Dio solo, che non saranno salvate e per le quali la redenzione di Cristo sarebbe inutile o non efficace.
Di conseguenza, vi sono certi arminiani (condotti da Clark Pinnock e da altri) che sono disposti ad arretrare dalla classica nozione dell'onniscienza ed onnipotenza di Dio. Essi ora, così insegnano pubblicamente la teologia che va sotto il nome di teismo aperto ("open Theism"), la quale afferma che Dio non possa conoscere il futuro e quindi non sappia se qualcuno accetterà Cristo oppure no. Essi sostengono pure l'idea che volontariamente Dio abbia deciso di non esercitare il Suo potere di salvare gli individui, lasciandoli liberi di decidere se vogliono essere salvati, senza cioè che Dio li influenzi in alcun modo.

### Testi biblici contrapposti
Gli oppositori della dottrina della redenzione limitata contrappongono diversi testi biblici che, a loro dire, avvalorerebbe la loro posizione. Eccone alcuni:
- Giovanni 1:29 - "Il giorno seguente, Giovanni vide Gesù che veniva verso di lui e disse: «Ecco l'Agnello di Dio, che toglie il peccato del mondo!".
- Giovanni 3:16,17 - "Perché Dio ha tanto amato il mondo, che ha dato il suo unigenito Figlio, affinché chiunque crede in lui non perisca, ma abbia vita eterna. Infatti Dio non ha mandato suo Figlio nel mondo per giudicare il mondo, ma perché il mondo sia salvato per mezzo di lui".
- 2 Corinzi 5:14,15 - "infatti l'amore di Cristo ci costringe, perché siamo giunti a questa conclusione: che uno solo morì per tutti, quindi tutti morirono; e ch'egli morì per tutti, affinché quelli che vivono non vivano più per sé stessi, ma per colui che è morto e risuscitato per loro".
- 1 Timoteo 2:3-6 - "Questo è buono e gradito davanti a Dio, nostro Salvatore, il quale vuole che tutti gli uomini siano salvati e vengano alla conoscenza della verità. Infatti c'è un solo Dio e anche un solo mediatore fra Dio e gli uomini, Cristo Gesù uomo, che ha dato sé stesso come prezzo di riscatto per tutti; questa è la testimonianza resa a suo tempo".
- 1 Timoteo 4:10 - "infatti per questo fatichiamo e combattiamo): abbiamo riposto la nostra speranza nel Dio vivente, che è il Salvatore di tutti gli uomini, soprattutto dei credenti".
- Tito 2:11 - "Infatti la grazia di Dio, salvifica per tutti gli uomini, si è manifestata".
- 1 Giovanni 2:2 - "Egli è il sacrificio propiziatorio per i nostri peccati, e non soltanto per i nostri, ma anche per quelli di tutto il mondo".
- 2 Pietro 2:1 - "Però ci furono anche falsi profeti tra il popolo, come ci saranno anche tra di voi falsi dottori che introdurranno occultamente eresie di perdizione, e, rinnegando il Signore che li ha riscattati, si attireranno addosso una rovina immediata".

I calvinisti ammettono che vi siano testi di difficile interpretazione che apparentemente sembrerebbero opporsi al concetto di redenzione limitata. Secondo il principio dell'ermeneutica biblica protestante, di lasciare, cioè, la Scrittura che interpreti la Scrittura, i brani su indicati possono essere compresi alla luce di altri più chiari. Secondo questo principio, per esempio, dato che la parola mondo è usata in altri luoghi del Nuovo Testamento in modo che ovviamente non possa riferirsi ad ogni singola persona al mondo (come Luca 2:1 e Romani 2:8), il suo significato in un particolare brano deve essere determinato dal contesto in cui si trova.
In particolare, il "tutti" va inteso nel significato di "tutti gli eletti" (come in Giovanni 1:29; 3:16,17; 1 Timoteo 2:6; Tito 2:11); oppure in riferimento agli eletti in tutti i posti del mondo (come in 1 Giovanni 2:2, dove l'espressione "ma anche per quelli di tutto il mondo" [NR] non ripete (come in alcune versioni bibliche) "ma anche per i peccati di tutto il mondo" ["και αυτος ιλασμος εστιν περι των αμαρτιων ημων ου περι των ημετερων δε μονον αλλα και περι ολου του κοσμου"], intendendosi "non solo per i credenti a cui si rivolge la lettera, ma anche ai credenti (gli eletti) di tutto il mondo". Inoltre vi sono significati diversi della parola "salvezza", come, per esempio, la difesa e la preservazione della vita temporale (come si comprende in 1 Timoteo 4:10), oppure la salvezza dall'ira di Dio a vita eterna.
Gli oppositori della dottrina presentano interpretazioni diverse degli stessi brani che, a loro dire, presupporrebbero una salvezza universale. Il disaccordo, però, ancora deve trovare una risoluzione significativa. Di conseguenza, sia la redenzione limitata che quella illimitata sono entrambi presenti nel mondo cristiano, essendo la seconda più comune.